# Wario: Master of Disguise
Wario: Master of Disguise, conocido como Kaitō Wario the Seven (怪盗ワリオ・ザ・セブン, Kaitō Wario za Sebun) en Japón, es un videojuego esencialmente de plataformas desarrollado por Suzak para Nintendo DS, aunque en él aparecen mezclados elementos del género de aventuras. El juego llegó al mercado en enero de 2007 en Japón, en marzo de 2007 en Estados Unidos, en mayo de 2007 en Australia y en junio del mismo año en Europa.

## Jugabilidad
"Wario: Master of Disguise" hace que el jugador acceda a nuevas áreas del mapa después de desbloquear nuevos elementos y habilidades, similar a un metroidvania. El jugador maniobra Wario con el mando direccional o los botones A, B, X e Y. Todas las demás acciones son controladas por la pantalla táctil. Para avanzar a través de los niveles, el jugador debe aprovechar varias formas diferentes de Wario. Al igual que Wario Land 4, Wario: Master of Disguise presenta salud en lugar de la invulnerabilidad que se encuentra en Wario Land II y 3.

## Argumento
En este juego, Wario, harto de su pobreza, ingenia un casco con el que viajar al show de televisión que en ese momento estaban grabando. En él, Ciclón Argénteo, de profesión: ladrón de guante blanco, se disponía a robar los tesoros del barco S.S. Caviar. 
En ese momento Wario entra en escena y le roba a Simón su varita, lo que le devuelve a su personalidad original, el Conde Pannoli (Count Cannoli, en las versiones europeas; Canneloni en la francesa y Aldente en la japonesa). 
Simón otorga a Wario el poder de disfrazarse de ladrón, y así, adquiere la personalidad de Vendaval Malva. Un Ladrón "Silencioso y Letal", según sus palabras.
A partir de ese punto, la búsqueda de Wario de la Piedra de los Deseos nos lleva por algunos sitios como: un museo, una cueva congelada, una pirámide de estilo egipcio, otra de estilo americano, un laboratorio, un castillo encantado, un jardín y un volcán.
Después, para llegar hasta los cofres deberemos resolver puzzles con la ayuda de nuevos trajes, que iremos desbloqueando. Al final de cada nivel un jefe espera a Wario y deberemos derrotarlo para alcanzar el siguiente nivel.
Tras acabar la trama principal, compuesta por los diez diferentes capítulos de la serie, Wario se enfrentará contra Pannoli en cinco diferentes capítulos contrarreloj donde deberemos conseguir tres diferentes tesoros antes de que el tiempo se acabe.

## Enemigos
Sebas: Ratones gordos que hacen su primera aparición en el barco S.S. Caviar.Son inofensivos, excepto cuando saltan y muerden a Wario. Existen versiones más hábiles de este enemigo, en naranja (Ratafael) y dorado (Ratoretto), que son mucho más peligrosas.Existe una especie de Mini Sebas en la cámara de la esfinge, en el Museo, que son contabilizadas como Sebas normales en el bestiario.Los nombres de los otros dos ratones son alusiones a los pintores Rafael y Tintoretto, de hecho, en la versión americana del juego, los Sebas son conocidos por Munchuelangelo, en referencia a Miguelángel (Michelangello). Agresividad: Media/baja.
Misterios: Enemigos normales son como puertas fantasmas en la mansión animada solo que no es el enemigo si no lo que contiene fantasmas como aparicio uno que lanza sus bebes a wario.
Juanita: Una gaviota gorda que se localiza exclusivamente en el S.S. Caviar. Sobrevuela a Wario a una altura prudencial y aprovecha para picotearlo. Agresividad: Media
Gato Metre: Empleados del S.S. Caviar. Ataca a Wario simplemente. Agresividad: Media
Carro Gato: Empleados viejos y envidiosos de los Gatos Metre del barco. Tiran su carrito a Wario y después pide otro. Agresividad: Media
Cubiertos Malignos: Lillo Cuchillo, la Cuchara Loca y el Tenedor Vil salen de las mesas del barco y atacan a Wario abalanzándose sobre el. Agresividad: Media.
Guardias: Estos enemigos indestructibles del Museo son muy peligrosos. Al principio del nivel, si el Agente Agapito te pilla, solamente llamará a un sargento Quisquillas. En un punto más avanzado, llamará a dos Quisquillas, un Sargento Nelete y a un perro, Pérex. Si un Agapito alcanza a Wario, le quitará un corazón, al igual que el Sargento Nelete. Sin embargo, si Quisquillas o Pérex le alcanzan, perderá dos. Agresividad: Alta.
Estatuas: Cuatro diferentes estatuas que esperan a los intrusos en el Museo. Mientras no se pulse el interruptor que abre las puertas blindadas, no harán nada. Sin embargo, tras hacerlo se levantarán e intentarán aplastar a Wario. Agresividad: Baja
Sobaquilus: Estatua de un atleta clásico que atacará a Wario mediante unas extrañas ondas de energía que salen de sus sobacos. Agresividad: Media
Mr.Big: Estatua de un faraón antiguo. Esta cabeza sin piernas se desplaza por el suelo con las manos y de vez en cuando saca pinchos de su cuerpo para herir a Wario. Si salta hacia el techo, se colocará sobre Wario para lanzarle unas piezas metálicas y causarle daño. Agresividad: Media
Caballeros: Robots fabricados por Carpaccio, que atacarán a Wario con sus espadas y propulsores traseros.Su armadura es plateada, por lo que son llamados caballeros de acero. Si los robots alcanzan una buena trayectoria en el cuerpo, les darán una armadura dorada y serán mucho más peligrosos.Alguna de ellas viene con el alma del gran ladrón Jaime, llevando una bolsa de gemas mágicas pequeñas a cuestas.Cada uno de estos es llamado Jaime, el escapista.Algunos llevan un peligroso saltador.Son los únicos enemigos capaces de activar interruptores. Una vez que se les despoja de su saltador, solamente se distinguen de los otros por su armadura verdosa.Son llamados Brincox.En la Mansión animada se localiza la raza roja de estos robots.Puede volar y lanzar fuego por la boca.Son los llamados acorazados rojos. Agresividad: Alta
Algas: Algas ambulantes.Si son amarillas se denominan playalgas.Estas se reproducen y arrojan sus hijos a Wario. Más peligrosa es la versión azul, con la cabeza cubierta de pinchos que liberan de cuando en cuando.Hieren a Wario solamente con el contacto. Agresividad:Baja/Alta
Simios cascarrabias: Estos simios ancianos atacan a Wario con el poder de sus ventosidades o saltando sobre el. Agresividad: Alta
Planta Reptil: Otra planta que atacará a Wario. Esta está unida a la pared y escupe ácido a Wario. Agresividad: Media
McSarcófago: Una momia protegida por un sarcófago resistente. Persigue a Wario y le da portazos con la tapa de su sarcófago. Agresividad: Alta
Cañones: Estos cañones guardianes de la pirámide no dudarán en disparar a Wario si lo ven cerca. Son tres: Orox, una cabeza de oro, la Esfinge Jr, un hermano pequeño y eficiente del jefe del Museo y el Cañón Canino, una imagen de Nubis (parodia del dios Anubis). Agresividad: Media
Delfines: Diferentes delfines de la Mansión Animada. Existen cuatro: Toni; un delfín afro y discotequero que ataca lanzando su pelo a Wario; Arny, un delfín de enormes músculos que lanza rayos por sus pectorales; Bartolo el Efímero, una estatua de un antiguo gobernante del Imperio Delfiniano, capaz de lanzar dos clases de rayos por la boca y el Delfín Heredero, pequeños príncipes del Imperio que Venancio el Rancio, el jefe del nivel, arroja por su surtidor. Importunan con sus pequeños disparos. Agresividad: Media